# Granatchock
Granatchock (engelska: shell shock), även krigsneuros, är en tidigare beteckning på  form av krigsskada som troddes bero på allvarligt skadade nerver. Den kännetecknas av svårförklarliga kramper, hysteriska anfall och förlamning.

## Historia
Redan under slaget vid Marathon, 490 f.Kr. finns berättat om en soldat som drabbats av hysterisk blindhet. 1600-talsbenämningen nostalgi kunde beskrivas med liknande symptom, och under amerikanska inbördeskriget beskrevs folk som drabbats av "DaCostas syndrom".

### Första världskriget
Ordet myntades av brittiska soldater 1914, i samband med första världskrigets skyttegravskrig och dess effekter på de stridande soldaterna. Symptomen kunde vara plötslig stumhet, dövhet eller vlindhet. Vissa led av kramper som innebar att kroppen skakade, som av epilepsi, eller fick plötslig förlamning eller anfalla av hysterisk karaktär. Dessutom kunde man ha svårt att stå ut med höga ljud.
Namngivningen (engelska: shell shock) troddes bero på att den drabbade stått för nära en exploderande granat. Detta var nog en förvirrande namngivning, eftersom kanske en femtedel av de drabbade inte ens deltagit i strid.
Sjukdomsbilden var ny för läkarna under första världskriget, och läkarna trodde ofta att de drabbade endast simulerade för att slippa kriga. Soldaterna anklagades för feghet, ibland med risk för att bli arkebuserade. Totalt avrättades 306 brittiska soldater för feghet under kriget.
Under första världskriget drabbades, officiellt, cirka 80 000 brittiska soldater av symptom som motsvarade granatchock. Till det kom 70 000 rapporterade amerikanska fall och en stor mängd tyska skadade. Bland de experimentella botemedlen fanns elchocker, samtalsterapi, vila, eter och kloroform, kalla bad, röntgenbestrålning och malariasmitta.

### Senare
Vietnamkriget ledde till liknande skador, och då började läkare använda mer moderna begrepp i diagnosticeringen. Bland dessa fanns stridsutmattning,  akut stressreaktion och posttraumatiskt stressyndrom (PTSD).